# Осушувач повітря

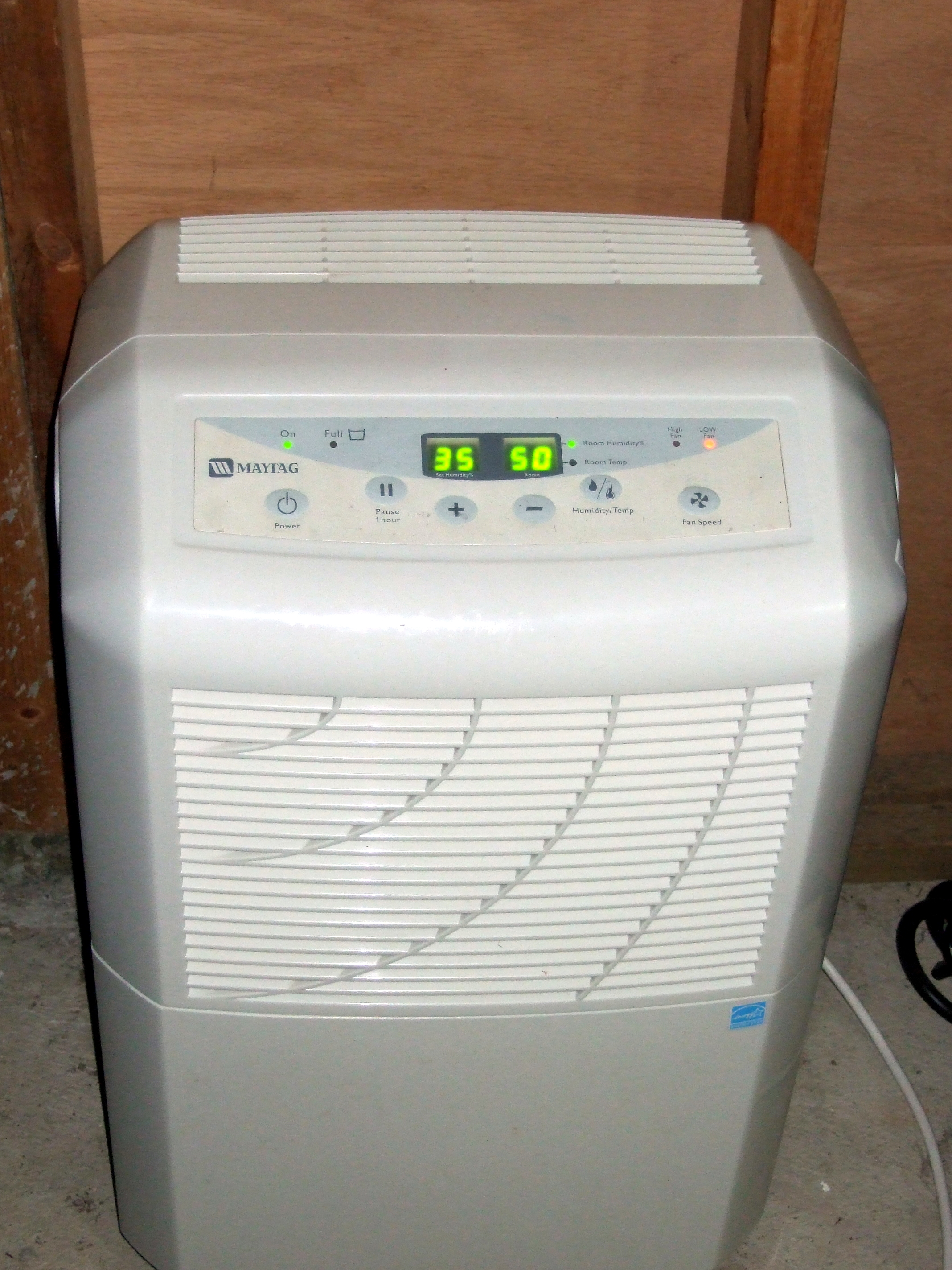
Переносний осушувач повітря

Осушувач повітря — вид кліматичного обладнання, який знижує і підтримує рівень вологості в повітрі. Зазвичай це практикується з міркувань здоров'я або теплового комфорту, а також для усунення затхлого запаху та запобігання росту цвілі шляхом вилучення води з повітря. Його можна використовувати для побутового, комерційного або промислового вжитку. Великі осушувачі використовуються в комерційних будівлях, таких як криті льодові ковзанки і басейни, а також на виробничих підприємствах або складах.

## Види та сфера використання осушувачів повітря[2]
Згідно з областю застосування, всі осушувачі повітря ділять на 2 групи:
- Побутові — використовують для підтримки комфортного та здорового мікроклімату у приватних будинках, квартирах, дачних котеджах, а також офісах, бібліотеках, галереях, музеях, магазинах та інших приміщеннях, де підтримується плюсова температура та відносна вологість не перевищує 80—90 %.

- Промислові[3] — підходять для осушення повітря у приміщеннях, що використовуються на всіх етапах виробництва (склад, холодильні камери, робочий та пакувальний цех). Промислові осушувачі розраховані на роботу в екстремальних умовах: при зовнішній температурі, що знижується до -35—40 °C, та вологості, що досягає 100 %. Рекомендовані для всіх типів та видів виробництва, а також для прискорення ліквідації наслідків НС (повені, затоплення, пожежі).

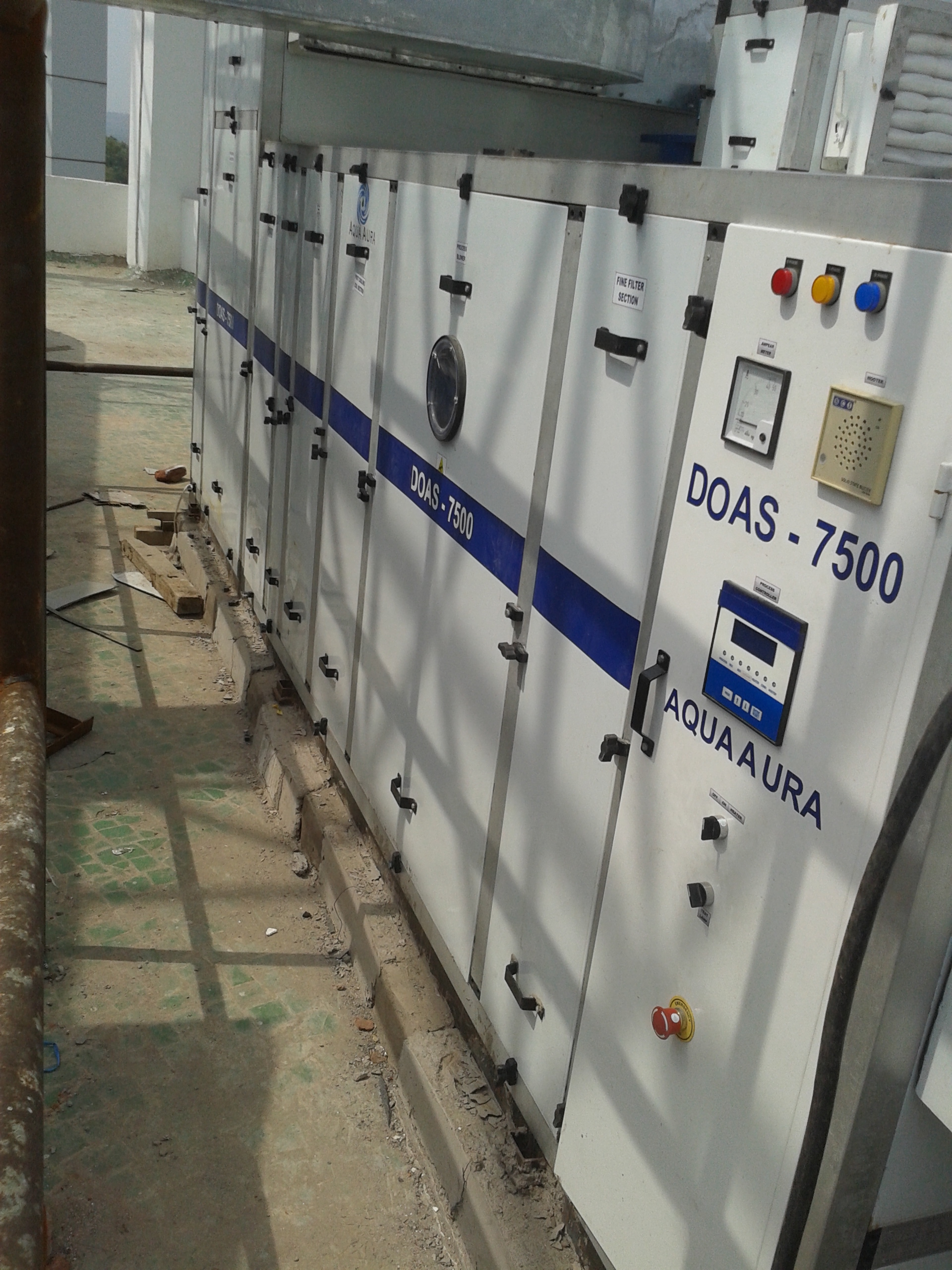
Промисловий осушувач повітря

Існує також категорія осушувачів повітря «напівпромислового» класу, прилади якої здатні контролювати мікроклімат у великих за квадратурою приміщеннях різного призначення (житлових, громадських, комерційних, технічних, виробничих).
Що стосується принципу функціонування, техніка знижує рівень вологості за принципом:
- Охолодження — осушення повітряних мас відбувається завдяки зниженню температури повітря. Як наслідок — водяні пари, що містяться в ньому, переходять у рідкий стан та «залишають» оброблювані потоки. За даним принципом працюють 2 види осушувачів: компресорні, Пельтьє.

- Адсорбції — витяг вологи з повітря ґрунтується на здатності деякої сировини поглинати рідину. До цієї категорії відносяться адсорбційні агрегати.

Тип приладу визначається у залежності від призначення приміщення, його площі, умов експлуатації та встановлених завдань.
За способом установки осушувачі бувають:
- Мобільними — встановлюються на підлогу та, зазвичай, оснащуються колесами та ручкою для переміщення.
- Стаціонарними — монтуються на вертикальних поверхнях (при необхідності транспортування — демонтуються).
- Універсальними — кріпляться на стіну або ставляться на підлогу (варіант установки обирає користувач).

Агрегати побутового класу традиційно роблять мобільними, а напівпромислового та промислового — стаціонарними або універсальними.

## Компресорні осушувачі повітря[4]

1. конденсатор; 2. терморегулюючий вентиль; 3. випарник; 4. компресор

Робота компресорної техніки схожа з функціонуванням кондиціонера та холодильника. Прилад оснащений холодоагентом, випарником та конденсатором. Він втягує повітряні маси, проводить їх через випарник, де повітря охолоджується до температури точки роси, волога конденсується та виводиться у спеціальну вбудовану ємність або назовні (у більш об'ємний бак або каналізацію). Після цього вентилятор відправляє осушені потоки до конденсатора, що їх трохи підігріває (на 1—2 °C), та повертає у приміщення.
Переваги даного виду обладнання:
- Невисока ціна для техніки з такою продуктивністю.
- Високий клас енергоефективності (тобто витрачає електрику економно).
- Тиха робота (середній рівень шуму дорівнює 45—50 дБ).
- Компактні габарити та незначна вага.

До недоліків компресорного осушувача можна віднести те, що прилад не полюбляє температурні перепади, ефективний лише при позитивних температурах повітря (15—30 °C), здатний знизити вологість максимум до 40 %.

## Адсорбційні осушувачі повітря
Агрегати адсорбційного типу оснащені 2-3 вентиляторами: перший примусово втягує повітряні потоки та направляє їх до ротора, виготовленого з високодисперсної сировини. Такий матеріал, що зовні нагадує бджолині стільники, має велику кількість повітряних каналів, які вбирають вологу. Далі потоки прямують до спеціальної камери, де розділяються на два струмені: один повертається у приміщення, другий — йде у камеру з теном, потім знову направляється на ротор та далі до теплообмінника, де звільняється від зайвої вологи, і вже після цього виходить у кімнату.
Переваги адсорбційних осушувачів:
- Показують високий ККД при низьких температурах (промислові — від -15 °C, побутові — від 0 °C).
- Ефективно та швидко справляються з високим рівнем вологості (до 100 %).
- Знижують відсоток вмісту водяного пара у повітрі до та нижче 30 %.

Недоліки даного обладнання: велике споживання електрики, висока ціна, підвищення температури у приміщенні на 5-7 °C.

## Осушувачі з елементом Пельтьє

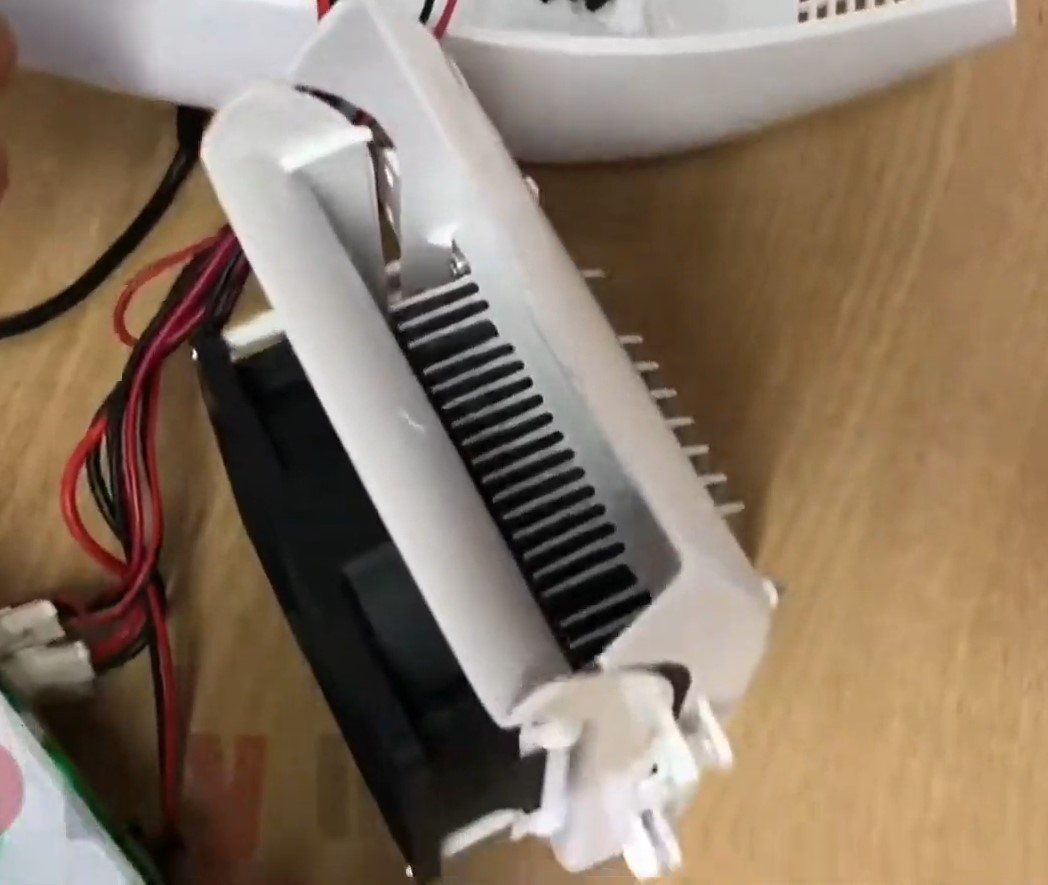
Розібраний осушувач повітря на елементі пельтьє.

Агрегат забирає повітря з приміщення та за допомогою теплообмінника охолоджує. Як наслідок — водяний пар конденсується та зливається у водозбірник. А осушені повітряні потоки трохи підігріваються та повертаються у кімнату.
Переваги осушувачів з елементом Пельтьє:
- Бюджетна вартість.
- Компактні розміри.
- Легка вага.
- Безшумна робота.
- Мобільність.

Головний мінус техніки — розрахована на осушення маленьких за квадратурою площ, де не спостерігається високий рівень вогкості (наприклад, комор, гардеробних, шаф). До того ж працює вона дуже повільно.
Висновок: для виробництва та закладів, діяльність яких пов'язана з використанням великого обсягу води (басейнів, саун, аквапарків, пралень) — радять вибирати осушувачі повітря промислового або напівпромислового класу. Для приватних осель та невеликих офісів, магазинів, залів громадського харчування — з категорії побутової техніки. При необхідності осушити гардеробну або комору — прилади з елементом Пельтьє.